# 西蒲警察署
西蒲警察署（にしかんけいさつしょ）は、新潟県警察が管轄する警察署の一つである。

## 所在地
- 新潟市西蒲区赤鏥1071

## 管轄区域
- 新潟市西蒲区
- 西蒲原郡弥彦村

## 沿革
- 1875年（明治8年） - 新潟警察署巻分署として発足
- 1880年（明治13年） - 巻警察署となる
- 1948年（昭和23年） - 警察制度改正により、自治体警察巻町警察署他と国家地方警察西蒲原地区警察署とに分割
- 1951年（昭和26年）10月1日 - 巻町警察署が廃止され、巻地区警察署が設置される。
- 1954年（昭和29年） - 警察法改正により、新潟県巻警察署となる
- 1987年（昭和62年） - 現庁舎が完成
- 2006年（平成18年） - 旧吉田町の区域を、同町と燕市及び分水町との新設合併による新・燕市設置に伴い、燕警察署管轄へ移管。
- 2007年（平成19年）4月1日 - 新潟市の政令指定都市移行に伴い、新潟県西蒲警察署に改称

## 組織
- 警務課
- 会計課
- 生活安全課
- 地域課
- 刑事課
- 交通課
- 警備課

## 交番

### 新潟市
- 巻駅前交番（新潟市西蒲区巻甲4908-6）
- 西川交番（新潟市西蒲区曽根7-1）

### 弥彦村
- 弥彦交番（西蒲原郡弥彦村大字弥彦1043-13）

## 駐在所

### 新潟市
- 松野尾駐在所（新潟市西蒲区松野尾3128）
- 越前浜駐在所（新潟市西蒲区越前浜5043-2）
- 漆山駐在所（新潟市西蒲区馬堀6150-12）
- 潟東駐在所（新潟市西蒲区三方93-4） - 番屋駐在所・横戸駐在所を統合して開所
- 中之口駐在所（新潟市西蒲区三ツ門61-9）
- 岩室駐在所（新潟市西蒲区岩室温泉804-1）
- 和納駐在所（新潟市西蒲区和納967-10）

### 廃止された駐在所
- 番屋駐在所（新潟市西蒲区番屋450） - 横戸駐在所と統合して潟東駐在所を開所
- 横戸駐在所（新潟市西蒲区横戸195）- 番屋駐在所と統合して潟東駐在所を開所